# گیمنلز
گیمنلز (به اسپانیایی: Gimenells y El Pla de la Font) یک منطقهٔ مسکونی در اسپانیا است که در سگریا واقع شده‌است. گیمنلز ۵۵٫۸ کیلومتر مربع مساحت دارد ۲۵۸ متر بالاتر از سطح دریا واقع شده‌است.